# Hatoon al-Fassi
Hatoon Ajwad al-Fassi (en àrab هتون أجواد الفاسي, Yeda, 1964) és una sufragista, activista pels drets de la dona i professora associada d'història de les dones a la Universitat Rei Saúd a Aràbia Saudita, on ha estat contractada des de 1989 i en el Departament d'Assumptes Internacionals de la Universitat de Catar. Al-Fassi duu a terme recerques històriques, afirmant, segons la seva investigació sobre el regne àrab preislámic de Nabataea, que les dones de la regió tenien més independència que les saudites del segle xxi. Al-Fassi va participar activament en campanyes de dret a vot de les dones per a les eleccions municipals de 2005 i 2011 i va participar en una campanya similar per a les eleccions municipals de 2015. Va ser arrestada a finals de juny de 2018 com a part d'una ofensiva contra les activistes i va ser posada en llibertat a principis de maig de 2019.
Al novembre de 2018, mentre encara estava a la presó, va rebre el Premi de Llibertat Acadèmica TAULA per 2018.

## Origen familiar
És membre de la família tradicional sufí Al-Fassi de Makkah, que descendeix de la casa Sharifi de Muhammad que pertany a la branca Hassani Idrissi d'aquesta línia. A través del seu pare Sheikhus Sujjadah Ajwad al-Fassi i el seu avi Sheikh Abdullah al-Fassi, és una rebesneta de Qutbul Ujood Hazrat Muhammad al-Fassi (Imam Fassi), el fundador i cap espiritual de la branca Fassiyah de l'ordre sufí Shadhiliyya, el vintè primer Khalifa del Imam Shadhili. Ella és, doncs, una descendent directa del profeta islàmic Mahoma. La seva mare és Sheikha Samira Hamed Dakheel, que pertany a la branca de la tribu Hijazi de Harb que residia en Jeddah. Els seus germans són l'advocat Sheikh Muhammad Ajwad al-Fassi i la poeta Hawazan Ajwad al-Fassi.

## Educació i carrera acadèmica
Al-Fassi es va criar en una família que la va animar a pensar independentment de les idees de l'escola i els mitjans sobre els drets de les dones. Va obtenir títols universitaris en història en 1986 i 1992 de la Universitat Rei Saúd (KSU) i un doctorat en història de les dones antigues de la Universitat de Manchester en 2000.

### Women in Pre-Islamic Aràbia: Nabataea
En 2007, al-Fassi va publicar la seva recerca sobre la situació de les dones en el regne àrab pre-islàmic de Nabataea com el llibre Women in Pre-Islamic Aràbia: Nabataea (Dones a Aràbia preislámica: Nabataea). Algunes de les proves que va utilitzar va incloure monedes i inscripcions en tombes i monuments escrits en grec antic i semític. Va trobar que les dones eren persones jurídiques independents capaces de signar contractes en el seu propi nom, en contrast amb les dones a Aràbia Saudita moderna, que requereixen que els tutors masculins signin per elles. Al-Fassi diu que l'antiga llei grega i romana va atorgar menys drets a les dones que els que tenien en el Regne nabateo, que "una adaptació de les lleis gregues i romanes es va inserir en la llei islàmica", i que "és una adaptació antiga, que els erudits [islàmics] no estan al tant, i se sorprendrien molt".
Al-Fassi també argumenta que Nabataea "ha afeblit la idea que els àrabs eren simples o essencialment nòmades, en tenir un estat àrab urbanitzat".

## Lluita pels drets de les dones

### Eleccions municipals de 2005
Al-Fassi va ser activa en l'organització de les aspirants a candidates per a les eleccions municipals de 2005. Els organitzadors de les eleccions no van permetre que les dones participessin, citant raons pràctiques. Al-Fassi va sentir que les autoritats en donar una raó pràctica per a la no participació de les dones en lloc d'una raó religiosa va constituir un èxit per a la campanya de les dones, ja que argumentar en contra de les objeccions pràctiques és més fàcil que argumentar en contra de les objeccions religioses.

### Drets de les dones en les mesquites
En 2006, Al-Fassi es va oposar a una proposta per canviar les regles d'accés de les dones en la Masjid al-Haram en La Meca que s'havia fet sense la participació de les dones.

### Eleccions municipals de 2011
Des de principis de 2011, al-Fassi va participar en la campanya Baladi pels drets de les dones, que va demanar que les dones puguin participar en les eleccions municipals de setembre de 2011. Va afirmar que la participació de les dones en les eleccions de 2011 "demostraria que Aràbia Saudita es pren de debò els seus reclams de reforma". Va descriure que la decisió de les autoritats de no acceptar la participació de les dones en les eleccions va ser "un error escandalós que el regne està cometent".
Al-Fassi va declarar que les dones havien decidit crear els seus propis consells municipals en paral·lel a les eleccions només per a homes i que les dones que creaven els seus propis consells municipals o participaven en "eleccions reals" eren legals segons la llei saudita. El cap de la comissió electoral al-Dahmash va estar d'acord.
A l'abril, al-Fassi va dir que encara hi havia temps abans de les eleccions de setembre perquè es permetés la participació de les dones. Va declarar: "Estem exercint tota la pressió que està en el nostre poder, tenint en compte que no és tan fàcil en un país com Aràbia Saudita, on la llibertat de reunió no està permesa i la societat civil encara no està completament desenvolupada".

### Eleccions municipals de 2015
Al-Fassi va declarar que Baladi tenia la intenció d'organitzar sessions de capacitació per a l'educació dels votants en les eleccions municipals del 12 de desembre de 2015, però va ser bloquejat pel Ministeri d'Assumptes Municipals i Rurals.

### Repressió d'activistes en 2018
Va ser arrestada a finals de juny, com a part d'una ofensiva contra activistes pels drets de les dones que al maig va incloure els arrestos de Aziza al-Yousef, Loujain al-Hathloul, Eman al-Nafjan, Aisha al-Raja i Madeha al -Jjush. El seu arrest va tenir lloc dies abans que s'aixequés la prohibició saudita de conduir dones. El 16 de gener de 2019, Khaled Abou El Fadl, Noam Chomsky i altres 213 acadèmics van enviar una apel·lació al Rei Salman descrivint els assoliments acadèmics i de drets de les dones del-Fassi i demanant que ella i les altres activistes empresonades dels drets de les dones fossin alliberades.
Al-Fassi és columnista del diari àrab Al-Riyadh. Ella ha estat presentada i entrevistada en molts documentals en els principals mitjans nacionals, regionals i internacionals sobre temes que inclouen dones sauditas, història, arqueologia i eleccions municipals.

## Premis
Al novembre de 2018, mentre encara estava a la presó, va rebre el Premi de Llibertat Acadèmica TAULA per 2018.